# Вода затворения
Вода затворения — вода, необходимая для получения растворной или бетонной смеси или цементного теста требуемой консистенции.
Вода затворения — обязательный компонент цементных бетонов, гипсобетонов, силикатных бетонов и ряда других бетонов, обеспечивающий твердение неорганических вяжущих в результате протекания химических реакций между вяжущим и водой, таких как гидратация цемента.
Например, расход воды затворения для изготовления тяжёлого бетона лежит в диапазоне 80-240 л/куб.м, для строительных растворов — 150—250 л/куб.м. Расход воды затворения зависит как от количества воды, необходимой для протекания реакции вяжущего с водой, так и от требуемой консистенции бетонной смеси.
Свойства воды затворения способны повлиять на все параметры качества бетонных и растворных смесей и цементного теста. Вода затворения выполняет функции растворителя и основного химического реагента, взаимодействующего с минералами цемента. Но в то же время, являясь активным растворителем, вода способна внести в состав бетона многие примеси, некоторые из которых могут быть отнесены к вредным.